# Yeldou
Yeldou ist ein Dorf in der Landgemeinde Karakara in Niger.

## Geographie
Das von einem traditionellen Ortsvorsteher (chef traditionnel) geleitete Dorf liegt am Rand des Trockentals Dallol Maouri. Es befindet sich rund zehn Kilometer südöstlich des Hauptorts Karakara der gleichnamigen Landgemeinde, die zum Departement Dioundiou in der Region Dosso gehört. Zu weiteren Siedlungen in der Umgebung von Yeldou zählen Tombo Dogo im Nordosten, Kizamou im Süden und Massama im Südwesten.
Yeldou ist Teil der Übergangszone zwischen Sahel und Sudan. Die durchschnittliche jährliche Niederschlagsmenge beträgt hier zwischen 500 und 600 mm.

## Geschichte

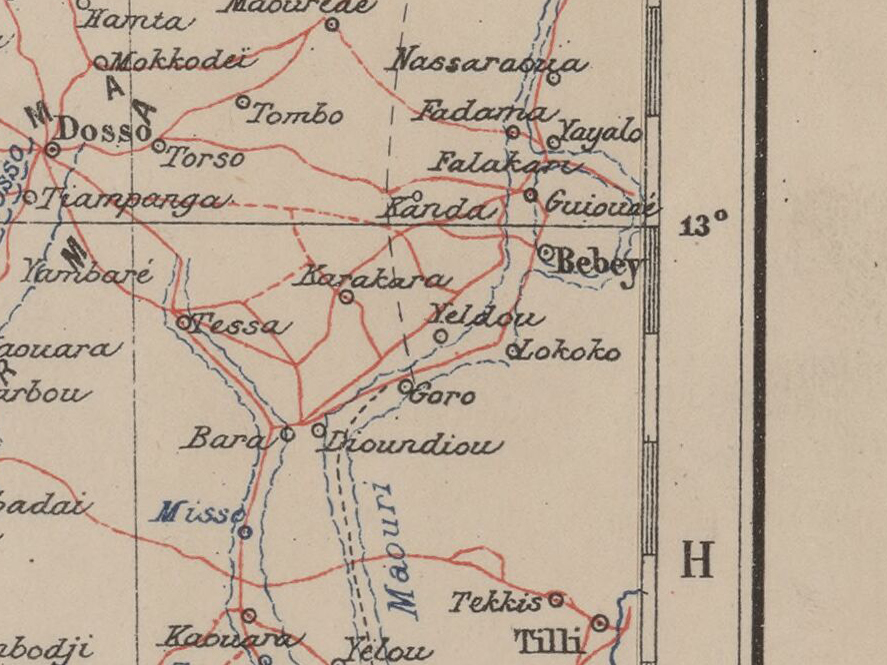
Ausschnitt einer Karte von 1903 mit Yeldou im Zentrum

Die 240 Kilometer lange Piste zwischen Dogondoutchi und Gaya, die durch Yeldou führte, galt in den 1920er Jahren als einer der Hauptverkehrswege in der damaligen französischen Kolonie Niger. Sie war in der Trockenzeit mit Automobilen befahrbar.
Zwei Dorfbrunnen wurden 1989 durch ein gesamtstaatliches Programm zur Wasserversorgung im ländlichen Raum errichtet, das vom niederländischen Ministerium für Entwicklungszusammenarbeit finanziert worden war. Die Schweizer Direktion für Entwicklung und Zusammenarbeit finanzierte 1997 die Sanierung der Straße zum Hauptort Karakara und die Markierung eines bei Yeldou verlaufenden Korridors für die Viehwanderung.

## Bevölkerung
Bei der Volkszählung 2012 hatte Yeldou 2020 Einwohner, die in 308 Haushalten lebten. Bei der Volkszählung 2001 betrug die Einwohnerzahl 1275 in 155 Haushalten und bei der Volkszählung 1988 belief sich die Einwohnerzahl auf 1137 in 129 Haushalten.

## Wirtschaft und Infrastruktur
Im Dorf wird ein Wochenmarkt abgehalten. Der Markttag ist Freitag. In Yeldou werden Zuckerrohr, Gemüse und Zwiebeln angebaut, die für den Verkauf bestimmt sind. Mit einem Centre de Santé Intégré (CSI) ist ein Gesundheitszentrum im Ort vorhanden. Durch Yeldou führt die 24,1 Kilometer lange Landstraße RR3-003 zwischen dem Gemeindehauptort Karakara und dem Dorf Léguéré.